# Machinisme

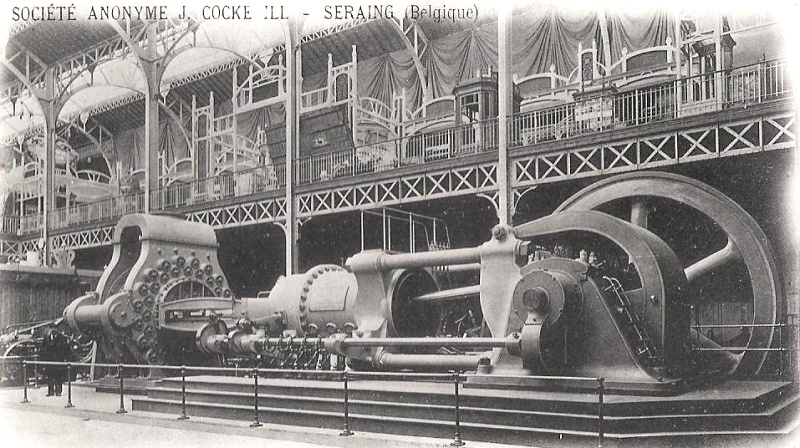
Une machine soufflante, grand prix à l'Exposition universelle de 1900, à Paris

Le machinisme est un terme apparu au milieu du XIXe siècle pour désigner la place croissante prise par les machines dans la vie des humains, notamment dans le monde du travail, tous domaines confondus : agriculture, industrie et tertiaire. Il a pour synonyme le mot « mécanisation ».
Dès le début du XIXe siècle en Grande-Bretagne, l'essor des machines suscite une crainte diffuse dans les populations vis-à-vis des « machines », comme en témoigne le luddisme, mais ce n'est qu'au début du XXe siècle qu'il génère chez les intellectuels un certain nombre d'interrogations quant à la nature du « progrès technique » et la signification même du mot « progrès ».
Le terme « machinisme » disparaît du langage des sciences humaines durant la seconde moitié du XXe siècle, quand, avec l'arrivée de l'informatique, les machines sont déclarées dotées d'une intelligence leur assurant une certaine autonomie et qu'on les désigne alors sous le nom de « technologies ».

## Origine du mot
En 1843, l'historien français Jules Michelet avance l'idée que les machines n'usent pas seulement les corps mais aussi les esprits. Ainsi dans Le Peuple, il écrit : « Le génie mécanique qui a simplifié, agrandi la vie moderne, dans l’ordre matériel, ne s’applique guère aux choses de l’esprit, sans l’affaiblir et l’énerver. De toutes parts je vois des machines intellectuelles qui viennent à notre secours (et) vous font croire que vous savez (…). Cette malheureuse population asservie aux machines comprend quatre cent mille âmes ou un peu plus. (…) L'extension du machinisme, pour désigner ce système d'un mot, est-elle à craindre ? La France deviendra-t-elle sous ce rapport une Angleterre ? ».

## Critiques
Si le machinisme est l'objet de nombreuses critiques dès le XIXe siècle, celles-ci ne s'inscrivent pas pour autant dans le cadre d'une critique du productivisme mais seulement dans celle du capitalisme. Ainsi, en 1898, l'anarchiste Jean Grave pense-t-il que le machinisme pourrait concourir au bonheur s'il n'était pas l'œuvre de la bourgeoisie, puis conduit par elle : « Si les machines appartenaient à tous au lieu d’appartenir à une minorité, vous les feriez produire sans trêve ni repos, et plus elles produiraient, plus vous seriez heureux, car vous pourriez satisfaire tous vos besoins ».
En comparaison avec le mot « mécanisation » qui lui est synonyme, le mot « machinisme » a en général une connotation péjorative. De fait, les critiques à son endroit sont le plus souvent négatives. Dès 1819, l'économiste suisse Jean de Sismondi estime non seulement que l'introduction de nouvelles machines ne profite qu'au patronat mais qu'elle constitue un phénomène dangereux. En 1840, Villermé, et Buret, deux observateurs du monde social, voient dans le processus de l'industrialisation la cause première de la paupérisation du monde ouvrier, suivis cinq ans plus tard par Engels, peu avant qu'il ne s'associe à Marx.

## De la machine à la technique
Avec Marx, les machines sont conçues comme faisant partie intégrante des moyens de production, ou infrastructures. Et après lui, la plupart des marxistes ne critiquent pas le phénomène de la production lui-même (dont le machinisme) mais ceux qui sont les propriétaires des moyens de production, les capitalistes.
Durant un siècle, la critique du machinisme va donc rester marginale en regard de celle du capitalisme puis s'éteindre progressivement : ses seuls héritiers sont aujourd'hui quelques intellectuels et activistes technophobes. En revanche, les choses vont évoluer à partir de la Seconde Guerre mondiale, quand se développent la robotique et l'informatique et que les machines sont dotées de capteurs et d'appareillages électroniques de sorte à agir et surtout réagir à leur environnement jusqu'à les rendre autonome et déclarés « intelligents » : la critique du machinisme va peu à peu céder la place à celle de la technique.
En 1954, dans les deux premières pages de son ouvrage La Technique ou l'Enjeu du siècle, Jacques Ellul écrit :

« La technique effectivement prit son point de départ dans l'existence de la machine. (…) Il est bien vrai que, sans la machine, le monde de la technique n'existerait pas. Mais expliquer ainsi cette situation ne la légitime absolument pas. Or il est incontestablement erroné de procéder à cette confusion, d'autant plus qu'elle conduit en général à considérer que, puisque la machine est à l'origine et au centre du problème technique, s'occuper de la machine c'est par conséquent s'occuper de tout le problème. C'est la une erreur plus grande encore. La technique a maintenant pris une autonomie à peu près complète à l'égard de la machine (…). La technique s'applique maintenant à des domaines qui n'ont plus grand chose à voir avec la vie industrielle. (…) c'est la machine qui, aujourd'hui, dépend en tout de la technique et ne la représente plus que pour une petite partie. (…) La technique assume aujourd'hui la totalité des activités de l'homme, et pas seulement son activité productrice. »

— La technique ou l'Enjeu du siècle, 1954. Réed. Economica, 1990 et 2008, p. 1-2